# Biberenbach
Der Biberenbach ist ein 15 km langer linker Nebenfluss der Emme im Schweizer Kanton Solothurn. Er entwässert einen Abschnitt des Hügellandes des Bucheggberges im Solothurner Mittelland und gehört zum Einzugsbereich des Rheins.

## Geographie

### Verlauf
Das Quellgebiet des Biberenbachs befindet sich auf etwa 600 m ü. M. auf dem Gemeindeboden von Lüterswil-Gächliwil in einer Mulde auf dem Hochplateau des zentralen Bucheggberges.
Durch ein kleines Erosionstal fliesst der Bach zunächst westwärts und durchquert kurz einen Zipfel des Berner Kantonsgebietes. Bei Gossliwil schlägt der Biberenbach einen scharfen Bogen und wendet sich nun nach Ostnordosten.

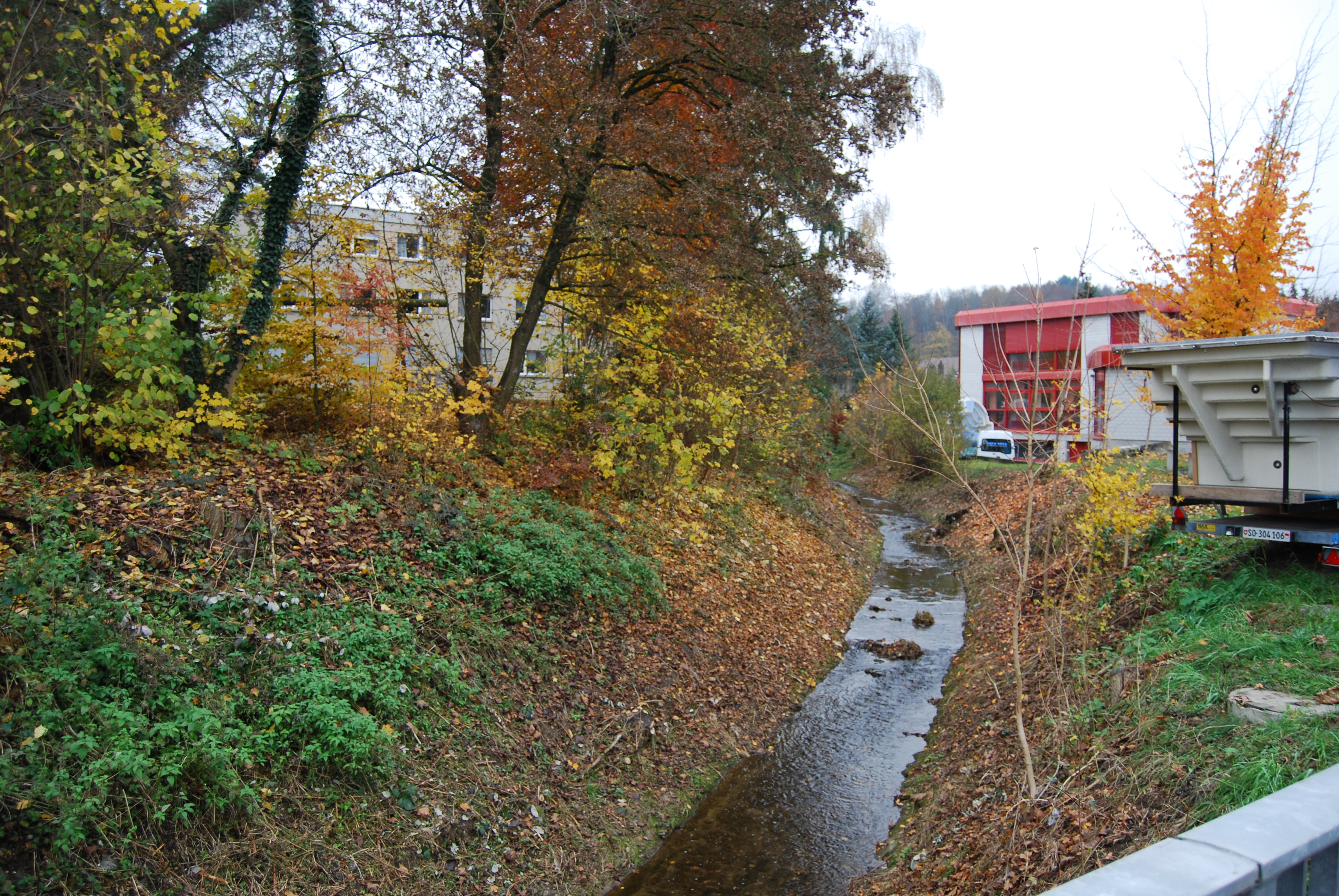
Biberenbach in Lohn-Ammannsegg

Im Mittellauf durchfliesst der Bach das Biberental, ein bis zu 80 m in die Molassehöhen der Umgebung eingesenktes Tal mit meist etwa 400 m breitem, flachem Talboden. Es trennt den nördlichen vom südlichen Teil des Bucheggberges und öffnet sich bei Lohn-Ammannsegg zu einer weiten Talebene, die von den Waldhöhen von Altisberg und Oberwald flankiert wird. Hier mündet von rechts mit dem Mülibach der bedeutendste Seitenbach des Biberenbaches. Im Bereich von Biberist erreicht der Bach die Schwemmebene der Emme, in die er nordöstlich des Dorfes auf einer Höhe von 440 m ü. M. mündet.
Sein etwa 15 km langer Lauf endet ungefähr 151 Höhenmeter unterhalb seiner Quelle, er hat somit ein mittleres Sohlgefälle von 10 ‰.

### Einzugsgebiet
Das über 30 km grosse Einzugsgebiet des Biberenbachs liegt im Schweizer Mittelland und wird durch ihn über die Emme, die Aare und den Rhein zur Nordsee entwässert.
Es grenzt
- im Osten an das der Emme
- im Süden an das des Emmezuflusses Limpach
- im Westen an das des Mülibachs, der in die Aare mündet
- im Nordwesten an das des Leibach, der in den Mülibach mündet
- und im Norden an das der Aare.

Das Einzugsgebiet besteht zu 36,9 % aus bestockter Fläche, 53,3 % aus Landwirtschaftsfläche, zu 9,5 % aus Siedlungsfläche und zu 0,2 % aus Gewässerfläche.
Flächenverteilung
Die mittlere Höhe des Einzugsgebietes beträgt 541 m ü. M., die minimale Höhe liegt bei 438 m ü. M. und die maximale Höhe bei 660 m ü. M.

### Zuflüsse
- Eichenbach (rechts), 0,5 km[4]
- Niderholzgraben (rechts), 0,5 km
- Winkelbodengraben (links), 0,6 km
- Buchibach (rechts), 0,4 km[4]
- Golterenbach (links), 0,4 km[4]
- Bieltschenbach (rechts), 0,8 km[4]
- Lochbach (links), 2,5 km, 2,41 km²
- Eichenbach (rechts), 0,4 km[4]
- Ischlagbächli (rechts), 0,5 km[4]
- Fellibächli (rechts),0,6 km[4]
- Wohlwaldbächli (rechts), 0,3 km[4]
- Talmattgraben (links), 1,0 km, 1,15 km²
- Tiefentalbach (rechts), 0,7 km[4]
- Ischbächli (links), 0,9 km, 0,68 km²
- Mülibach (rechts), 6,8 km, 9,74 km², 0,26 m³/s
- Dorfbach (links), 2,0 km[4], 1,32 km²

## Hydrologie
An der Mündung des Biberenbachs in die Emme beträgt seine modellierte mittlere Abflussmenge (MQ) 730 l/s. Sein Abflussregimetyp ist pluvial inférieur und seine Abflussvariabilität beträgt 25.

## Natur und Umwelt
Die Wasserqualität des Baches ist durch die intensive landwirtschaftliche Nutzung der Flächen im Einzugsgebiet stark belastet, weshalb die Ammonium- und Nitrat-Gehalte deutlich über dem Niveau liegen, das für eine gesunde biologische Situation gefordert wird. Fast die gesamte Strecke des Biberenbaches wurde kanalisiert und begradigt und die Talauen entwässert, so dass heute nur noch wenige Abschnitte am Oberlauf in natürlichem Zustand erhalten sind.